# Michaela Hončová
Michaela Hončová (* 22. Dezember 1992 in Bratislava, Tschechoslowakei) ist eine ehemalige slowakische Tennisspielerin.

## Karriere
Hončová erlernte das Tennisspielen im Alter von sieben Jahren. Sie gewann im Juli 2010 ein ITF-Turnier in Horb, im November 2010 ein ITF-Turnier in Stockholm und im Januar 2011 ein ITF-Turnier in Tallinn. Sie stand 2012 zweimal in einem Finale, in Denain und in Almaty; beide Endspiele hat sie verloren.
Hončová spielt in der deutschen Bundesliga seit 2011 für den TC Moers 08.

## Turniersiege

### Einzel
| Nr. | Datum            | Turnier   | Kategorie   | Belag             | Finalgegnerin    | Ergebnis       |
| --- | ---------------- | --------- | ----------- | ----------------- | ---------------- | -------------- |
| 1.  | 25. Juli 2010    | Horb      | ITF $10.000 | Sand              | Annalisa Bona    | 6:4, 6:2       |
| 2.  | 7. November 2010 | Stockholm | ITF $10.000 | Hartplatz (Halle) | Anna Brazhnikova | 6:4, 6:75, 6:3 |
| 3.  | 23. Januar 2011  | Tallinn   | ITF $10.000 | Hartplatz (Halle) | Katharina Negrin | 6:0, 6:4       |
| 4.  | 16. Juni 2013    | Essen     | ITF $10.000 | Sand              | Chantal Škamlová | 6:2, 6:2       |
| 5.  | 6. August 2017   | Porto     | ITF $15.000 | Sand              | Sara Cakarevic   | 5:7, 6:1, 7:5  |

### Doppel
| Nr. | Datum             | Turnier                 | Kategorie   | Belag             | Partnerin              | Finalgegnerinnen                             | Ergebnis         |
| --- | ----------------- | ----------------------- | ----------- | ----------------- | ---------------------- | -------------------------------------------- | ---------------- |
| 1.  | 18. Oktober 2009  | Dubrovnik               | ITF $10.000 | Sand              | Karin Morgošová        | Emilie Bacquet Natasa Zorić                  | 6:4, 3:6, [10:6] |
| 2.  | 4. Dezember 2011  | Vendryně                | ITF $25.000 | Hartplatz (Halle) | Zuzana Luknárová       | Iveta Gerlová Lucie Kriegsmannová            | 7:5, 6:4         |
| 3.  | 25. Februar 2012  | Mâcon                   | ITF $10.000 | Hartplatz (Halle) | Giulia Gatto-Monticone | Kim Kilsdonk Nicolette van Uitert            | 6:4, 1:6, [10:5] |
| 4.  | 28. Juni 2013     | Périgueux               | ITF $25.000 | Sand              | Laura Thorpe           | Anna Katalina Alzate Dia Ewtimowa            | 7:63, 6:1        |
| 5.  | 23. Juli 2015     | Les Contamines-Montjoie | ITF $10.000 | Hartplatz         | Sherazad Reix          | Georgia Brescia Erika Vogelsang              | 6:3, 6:4         |
| 6.  | 28. August 2015   | Port El-Kantaoui        | ITF $10.000 | Hartplatz         | Fatma Al-Nabhani       | Margarita Lasarewa Sofía Luini               | 6:2, 7:5         |
| 7.  | 4. September 2015 | Port El-Kantaoui        | ITF $10.000 | Hartplatz         | Manon Arcangioli       | Wera Aleschtschewa Marija Tsotowa            | 6:0, 6:1         |
| 8.  | 1. Juli 2016      | Denain                  | ITF $25.000 | Sand              | Sherazad Reix          | Amanda Carreras Alice Savoretti              | 6:1, 6:3         |
| 9.  | 13. März 2017     | Iraklio                 | ITF $15.000 | Sand              | Francesca Palmigiano   | Raluca Georgiana Șerban Oana Georgeta Simion | 6:4, 6:3         |